# 246164 Zdvyzhensk
246164 Zdvyzhensk è un asteroide della fascia principale. Scoperto nel 2007, presenta un'orbita caratterizzata da un semiasse maggiore pari a 2,3934927 UA e da un'eccentricità di 0,0831882, inclinata di 5,67216° rispetto all'eclittica.